# Landaul
Landaul (tiếng Breton: Landaol) là một xã ở tỉnh Morbihan trong vùng Bretagne tây bắc Pháp. Xã này có diện tích 17,35 km², dân số năm 1999 là 1343 người. Khu vực này có độ cao từ 0-66 mét trên mực nước biển.
Cư dân của Landaul danh xưng trong tiếng Pháp là Landaulais.